# Adorazione del Bambino (Bartolomeo di Tommaso)
L'Adorazione del Bambino conosciuto anche come la Madonna del sole è un dipinto olio su tavola eseguito da Bartolomeo di Tommaso tra il 1427 e il 1430, conservato nella Pinacoteca di Brera dove è esposto dal 10 giugno 1811.

## Storia
Il dipinto di Bartolomeo di Tommaso, che pur non essendo tra i pittori più conosciuti del Quattrocento, godeva in vita, di un'ottima considerazione tanto da essere invitato a eseguire lavori in vaticano presso papa Niccolò V, fu realizzato negli anni giovanili dell'artista per la chiesa di Sant'Agostino di Fossombrone probabilmente come parte centrale di un polittico o di un trittico. Parrebbe confermarlo il retro della tavola che ha un ampio scasso orizzontale ma che però non presenta cavicchi o altro che permettono la sua unione ad altre tavole, anche perché il suo perimetro si presenta ritagliato, quindi nessuna ipotesi può essere avvalorata.. 
La tavola fu consegnata alla pinacoteca milanese ed esposta nel 1811 nella sala dei polittici marchigiani. Inizialmente venne inserita nell'inventario napoleonico al numero 534 come proveniente dalla chiesa di San Giacomo di Pergola  ma le ricerche hanno portato al ritrovamento degli imballaggi originali, che confermano la provenienza della chiesa agostiniana di Fossombrone. 

Fu inizialmente esposta come opera di scuola greca per esser poi catalogata nel 1877 come lavoro di Jacobello del Fiore proprio per la provenienza marchigiana. Ai primi del Novecento nel catalogo redatto da Malaguzzi Valerio venne esposta con il punto di domanda sul nome dell'autore, solo nel 1961 Federico Zeri ne attribuì la paternità al Bartolomeo.

L'artista era figlio di un calzolarius, e si trovò fin da piccolo a girare le località del centro Italia proprio perché il lavoro del padre aveva la continua necessità di acquistare nuovo pellame, per questo si trovò nelle Marche negli anni della sua formazione artistica, e quindi  questa tavola è da considerarsi un lavoro giovanile.
Il dipinto  ha avuto un buono lavoro di restauro con relativo studio nel 1980 da Giovanna Turinetti che ne aveva evidenziato una pellicola pittorica in condizioni difficili e discontinue.

## Descrizione
La tavola raffigura in una cornice dorata, l'immagine della Madonna dai capelli biondi, posta in trono, avvolta in un manto azzurro che le copre la veste rossa, con la raffigurazione di mezzo sole nella parte superiore, raffigurazione che corrisponde al Quattrocento marchigiano. Federico Zeri, nella sua descrizione del 1961 ci presenta una tavola scura, dove le immagini raffigurate spariscono nel dorato della cornice: austerità cupa e solenne di un idolo affumicato Ma il restauro che ha rimosso vernici protettive apposta nel corso degli anni ha riportato l'opera ai suoi colori originali, dando all'opera la possibilità di eseguire uno studio sul percorso artistico del pittore.
La Madonna è seduta su un trono dove è posta sullo schienale una stoffa damascata. Lo schienale termina con la raffigurazione di otto angeli molto plastici e differenti, caratteristica dei lavori di Olivuccio di Ciccarello. La parte superiore pare compressa, mancante di profondità, unicamente per dare al gruppo centrale la giusta importanza e per far concentrare l'attenzione su quella parte del dipinto. Emergono infatti il manto della Vergine che la copre e le scende sulle spalle fino alle ginocchia in più pieghe, passando tra le gambe fino a cadere dolcemente in basso, così come il Bambino che si presenta sdraiato sul grembo della madre coperto da un leggero velo, in un gioco di chiaro scuri che passano dalle ombre fumose e apici luminosi. L'artista non ha creato un lavoro omogeneo dove i singoli corpo si uniscono in una composizione completa, ma ha elaborato ogni parte come se fosse unica dando un assortimento di visioni possibili, come è ben visibile negli angeli posti sopra il trono che sembrano ognuno avere una propria indipendenza.
La tavola presenta tutta la grinta espressionistica dell'artista, sia nelle mani della Vergine che nella raffigurazione del Bambino dai capelli biondi, quasi femminili, con la puntigliosità della raffigurazione nelle pieghe della pelle, che ci presenta un bambino vivace. Tiene stretto nella mano destra un cardellino, simbolo che appare frequentemente come attributo di Gesù nei quadri rinascimentali. La vicinanza alla pittura dell'Olivuccio parrebbero confermare l'iniziare formazione del Bartolomeo presso la bottega del camerinese.